# Centulle III. (Bigorre)
Centulle III. († 1178) war ein Graf von Bigorre und Vizegraf von Marsan. Er war ein Sohn des Vizegrafen Peter von Marsan († 1163) und der Gräfin Beatrix II. von Bigorre († nach 1148), deren Besitzungen er erbte.
Er war verheiratet mit Matelle des Baux, mit der er eine Tochter hatte:
- Stephanie (Beatrix III.) († um 1194), Gräfin von Bigorre und Vizegräfin von Marsan
  - ⚭ vor 1177 mit Vizegraf Peter II. von Dax († vor 1180)
  - ⚭ 1180 mit Graf Bernard IV. von Comminges († 1225)

Für den Besitz des  Val d’Aran wurde Centulle 1170 ein Vasall des Königs Alfons II. von Aragón, während er für Bigorre und Marsan ein Vasall des Herzogs von Aquitanien war. Im Jahr 1177 unterstützte er seinen Schwiegersohn bei dessen Rebellion gegen Herzog Richard Löwenherz, von dem sie in der Burg von Dax belagert und vertrieben wurden. 1178 wurde Centulle schließlich von Richard Löwenherz gefangen genommen. Auf Vermittlung des Königs von Aragón wurde er bald freigelassen, musste dazu aber Clermont und Montbrun an den Herzog aushändigen. Noch im selben Jahr starb er.